# St. Nikolaus (Wiedergeltingen)

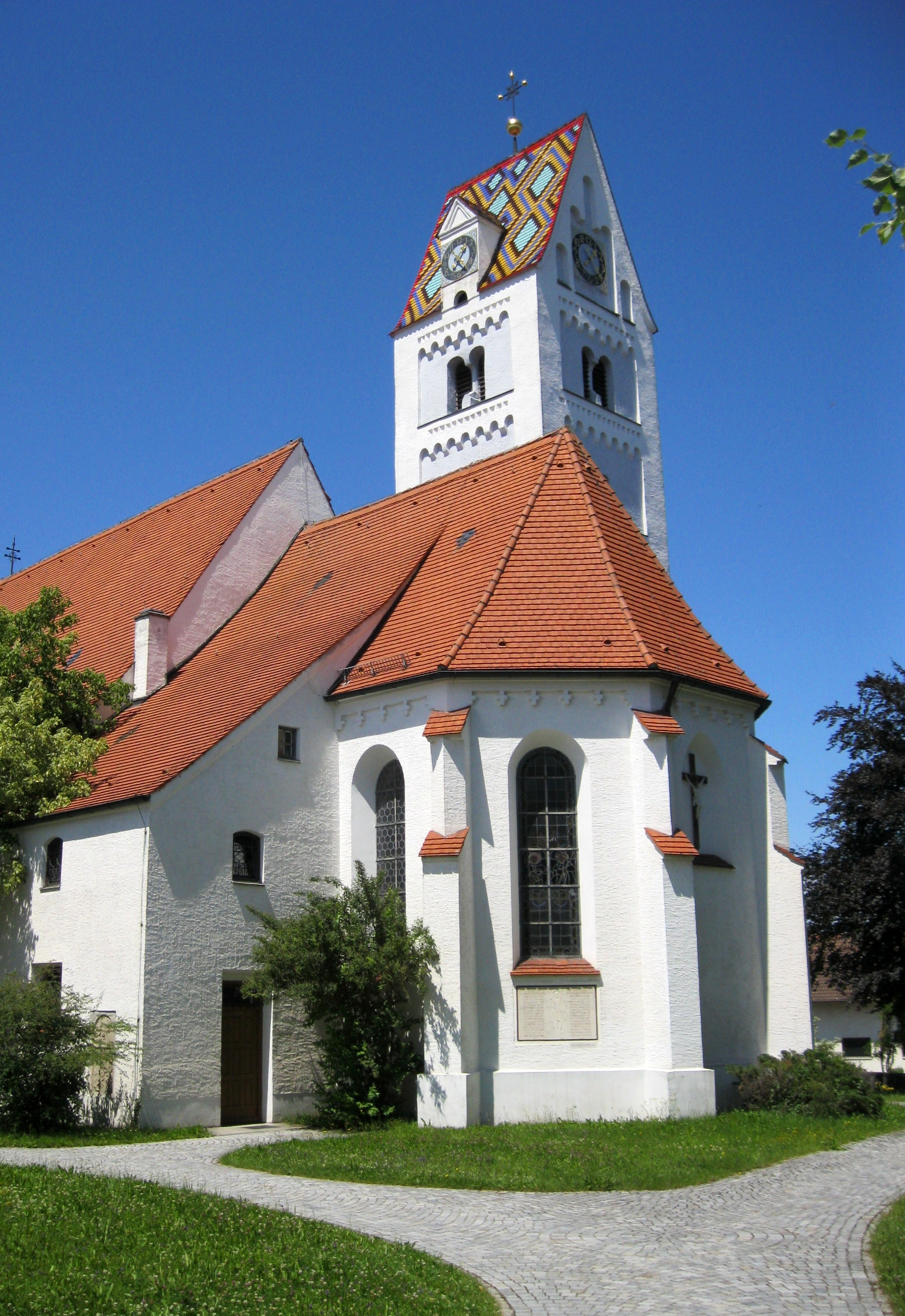
Kirche St. Nikolaus in Wiedergeltingen

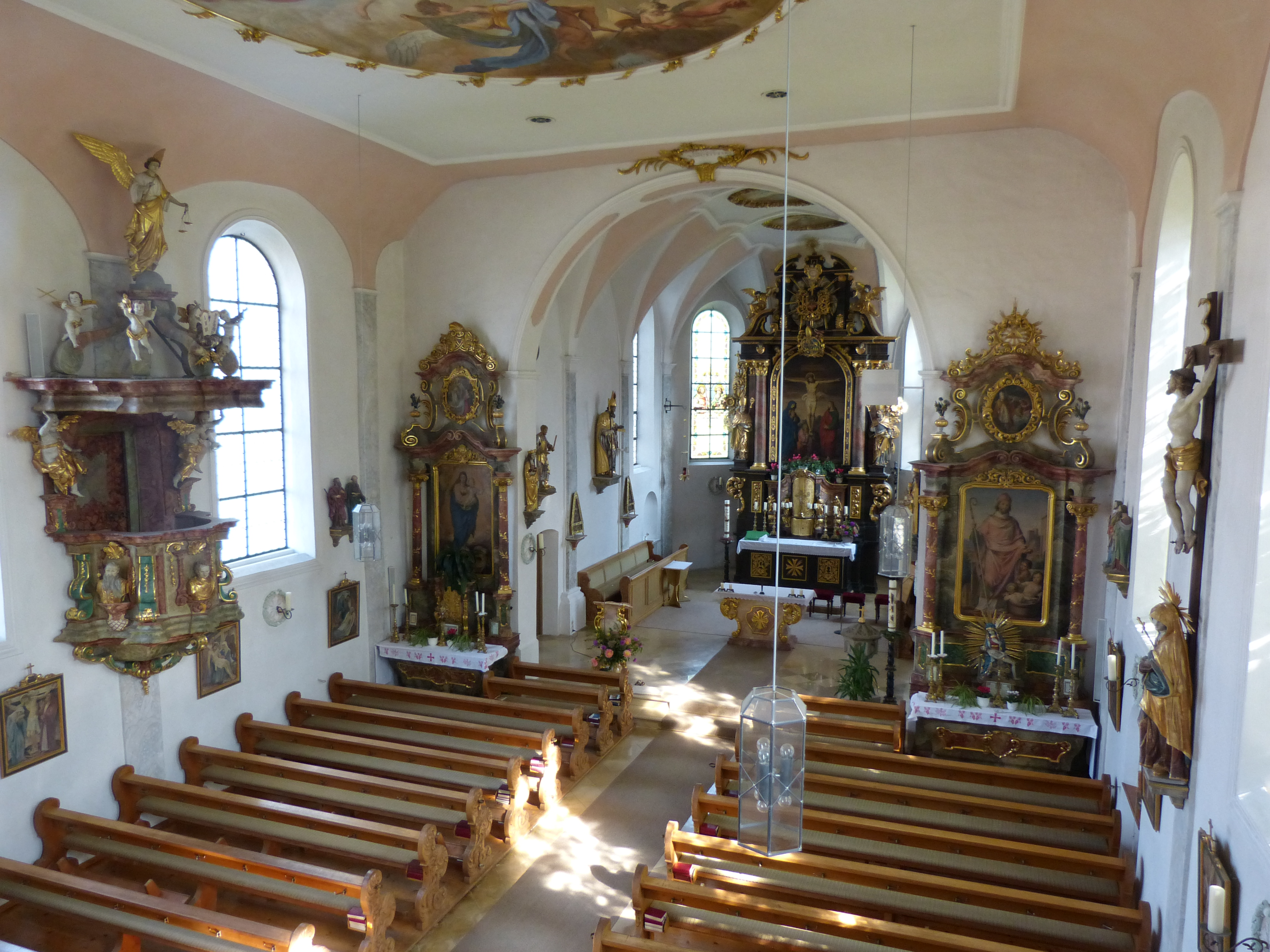
Innenansicht

Die katholische Pfarrkirche St. Nikolaus befindet sich in Wiedergeltingen im Landkreis Unterallgäu in Bayern. Die Kirche steht unter Denkmalschutz.

## Geschichte
Der älteste Baubestandteil der Kirche ist der Kirchturm aus dem 14. Jahrhundert. Im späten 15. oder frühen 16. Jahrhundert wurde der Chor errichtet. Unter Einbeziehung von Bausubstanz aus dem 14. oder 15. Jahrhundert wurde um das Jahr 1700 das Langhaus erbaut. Die Kirche wurde 1921 nach Plänen von Michael Kurz in Richtung Westen verlängert. Die bestehende Westwand des Langhauses aus der Zeit um 1700 wurde auf Pfeiler reduziert. Das neue Vorzeichen zieht sich im Gegensatz zum Vorgängerbau über die komplette Westseite und bietet je ein Portal im Süden und Norden.

## Baubeschreibung
Die Kirche ist ein flachgedeckter Saalbau. Im Inneren ist eine Doppelempore aus dem 19. Jahrhundert angebracht. Im Jahr 2015 wurde die obere dieser Emporen entfernt und die sich dort befindende Orgel auf die untere Empore abgesenkt. Die Seitenwände des Langhauses sind durch korbbogige Blendarkaden gegliedert. Das Langhaus ist mit rotem Biberschwanz gedeckt, am westlichen Firstende ist ein eisernes Patriarchenkreuz angebracht, was auf die Exemtion der vormals dem Kloster Steingaden gehörenden Kirche hindeutet. An das Langhaus schließt sich der eingezogene Chor mit Pilastergliederung und Stichkappentonne an. Der Chor ist dreiseitig geschlossen. An der Außenseite des Chores befinden sich Strebepfeiler. An der Nordseite befindet sich der Kirchturm. Die Westseite des Kirchturmes ist ungegliedert, ansonsten ist dieser mit Bogenfriesen und Deutschem Band versehen. Im unteren Bereich des Turms finden sich im Inneren Reste eines Kreuzgewölbes. Der Kirchturm ist mit einem Satteldach bestehend aus farbigen Mosaikziegeln gedeckt und mit einem großen Firstkreuz inklusive goldenem Turmknopf verziert.
Im Erdgeschoss des Turms befand sich ursprünglich die Sakristei der Kirche, welche im 18. Jahrhundert in einen Anbau auf der Südseite des Chores verlegt wurde. Der alte, schmale Treppenaufgang, der am Zugang zum Kirchenraum mündet und in das erste Geschoss führt, ist noch erhalten, wird aber seit der Verlegung der Sakristei nicht mehr genutzt. Das Turminnere ist bis zum stählernen Glockenstuhl mit elektrischem Geläut durch Holzdecken und Holztreppen gegliedert. Die Wandöffnungen für die alten Balken des ursprünglichen, hölzernen Glockenstuhls sind noch vorhanden. Bis in die 1980er Jahre war eine manuelle Turmuhr in Betrieb, die regelmäßig aufgezogen werden musste, zusammen mit einer Kirchenheizung wurde dann eine elektronische Turmuhr eingebaut.

## Ausstattung
Der Hochaltar wurde um 1671 von Gottlieb und Gottfried Einsle aus Marktoberdorf geschaffen. Die Seitenfiguren des Hochaltares zeigen den heiligen Norbert und den heiligen Nikolaus. Das Altarbild von 1872 stellt die Kreuzigung Christi dar und stammt von Johann Kaspar, Obergünzburg. Oberhalb ist in Gold und Blau das Wappen des Steingadischen Abtes Magnus Pracht angebracht. Dieser war von 1696 bis 1698 Pfarrer in Wiedergeltingen. In seiner Amtszeit kam es 1718 zu umfangreichen Neuregelungen im Verhältnis zu den Untertanen der Hofmark, die zu spürbaren Erleichterungen führten. Unter anderem wurde das verhasste Baugeding aufgehoben. Das Wappen Prachts wurde wohl nach dessen Tod 1729 zur Erinnerung angebracht.
Der Tabernakel aus dem Jahr 1928 ist neubarock. Die am Tabernakel angebrachten Statuetten der Evangelisten sind aus der Zeit um 1720. Johann Kaspar schuf ebenfalls die Altarbilder der Seitenaltäre. Das Altarbild des linken Seitenaltares zeigt die Muttergottes. Im Auszug des linken Seitenaltares ist die Verkündigung dargestellt. Der heilige Nikolaus ist im rechten Altarbild dargestellt. Im Auszug darüber befindet sich die Darstellung des heiligen Ulrich.
Die Kanzel wurde um die Jahre 1720–1730 errichtet. Der Kanzelkorb enthält Büsten von Maria und des heiligen Augustinus sowie des heiligen Norbert. Der Schalldeckel der Kanzel wird von Engeln getragen. Auf diesem befinden sich Putten mit Krone und den Attributen der Göttlichen Tugenden. Der Posaunenengel auf dem Schalldeckel ist neugotisch. Der Zugang zur Kanzel erfolgt durch eine Außentüre, zu der an der Nordseite des Langhauses eine Treppe hinauf führte, die der Pfarrer durch eine schmale Türe vor dem nördlichen Seitenaltar erreichen konnte. Bei den Renovierungsarbeiten 1969/70 wurden beide Türen vermauert und der äußere Treppenaufgang entfernt.
Die Fresken stammen aus dem Jahr 1787 und wurden von Johann Joseph Anton Huber erstellt. Im Chor zeigen diese Putten mit den Attributen der göttlichen Tugenden. Das Fresko im Langhaus stellt die Glorie des heiligen Nikolaus dar. Die holzgefasste Pietà stammt aus dem Anfang des 15. Jahrhunderts. Die Figuren der heiligen Katharina und der heiligen Barbara wurde um 1500 geschaffen. Der sparsame angebrachte Stuck wurde vermutlich von Michael Stiller um 1710/1720 geschaffen. Der Stuck im Chor wurde mit der Stuckierung des Langhauses wohl stark vereinfacht. Die Apostelkreuze stammen aus dem Jahr 1928.

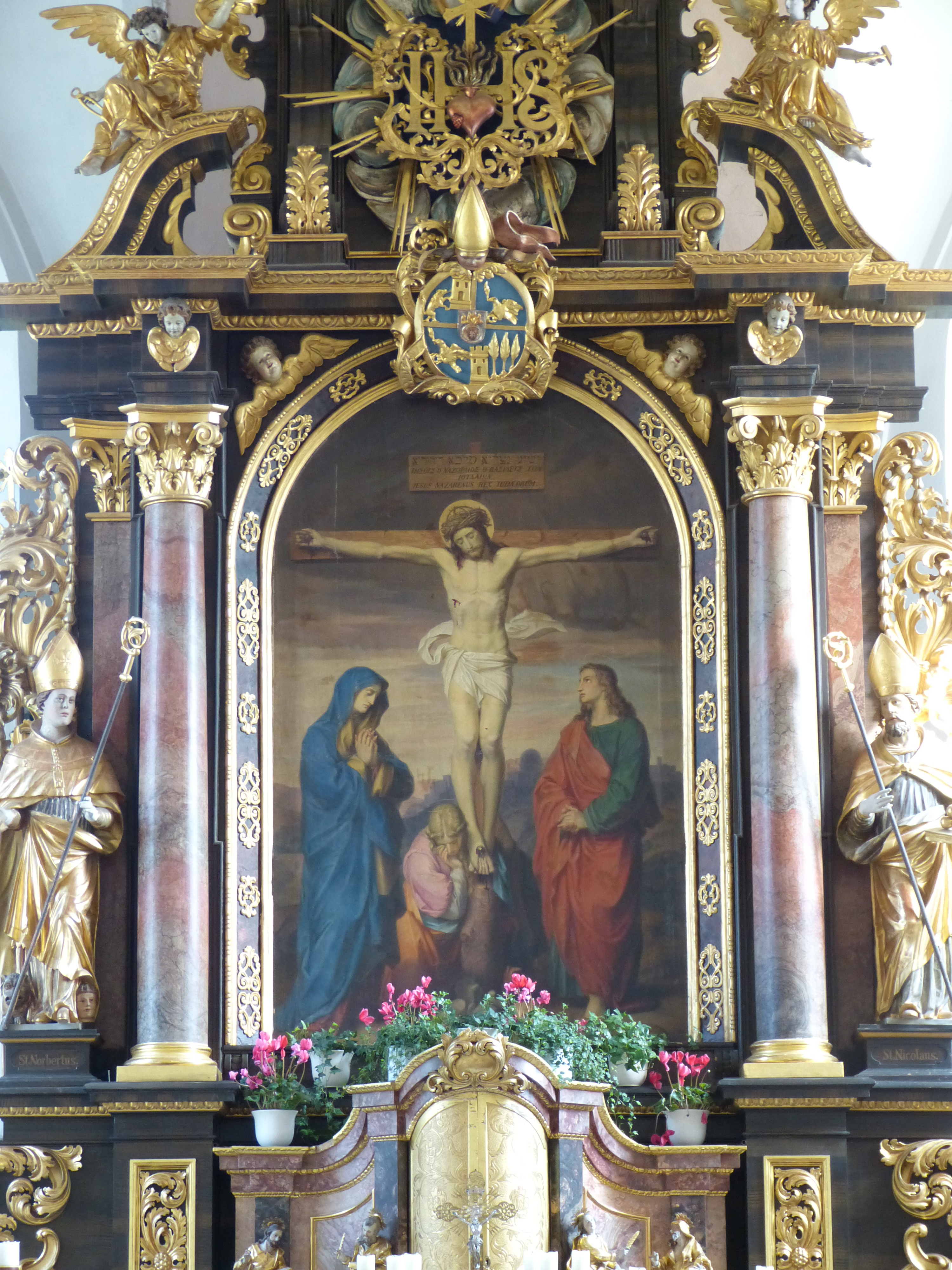
Hochaltarbild
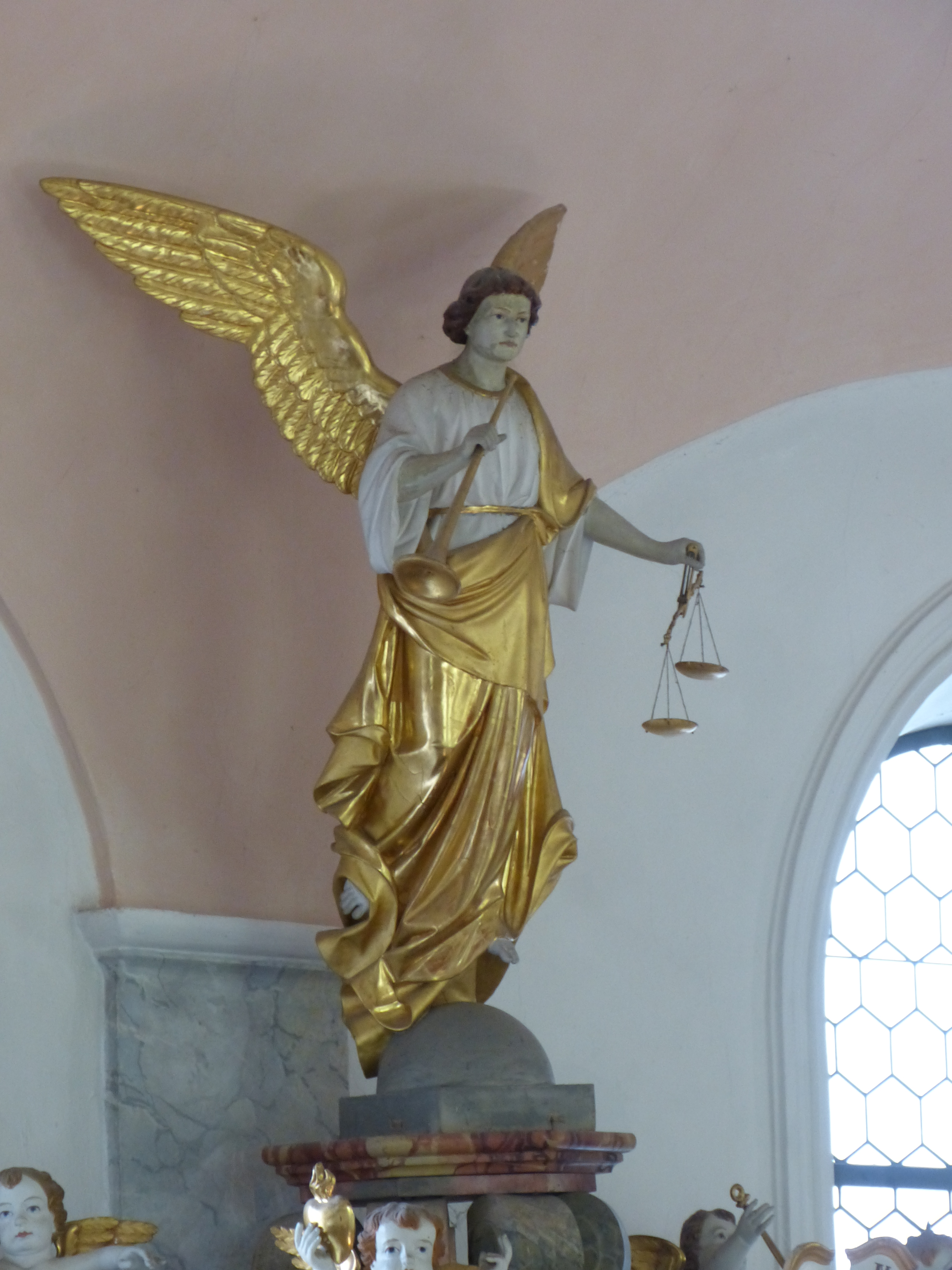
Neugotischer Posaunenengel auf dem Schalldeckel der Kanzel
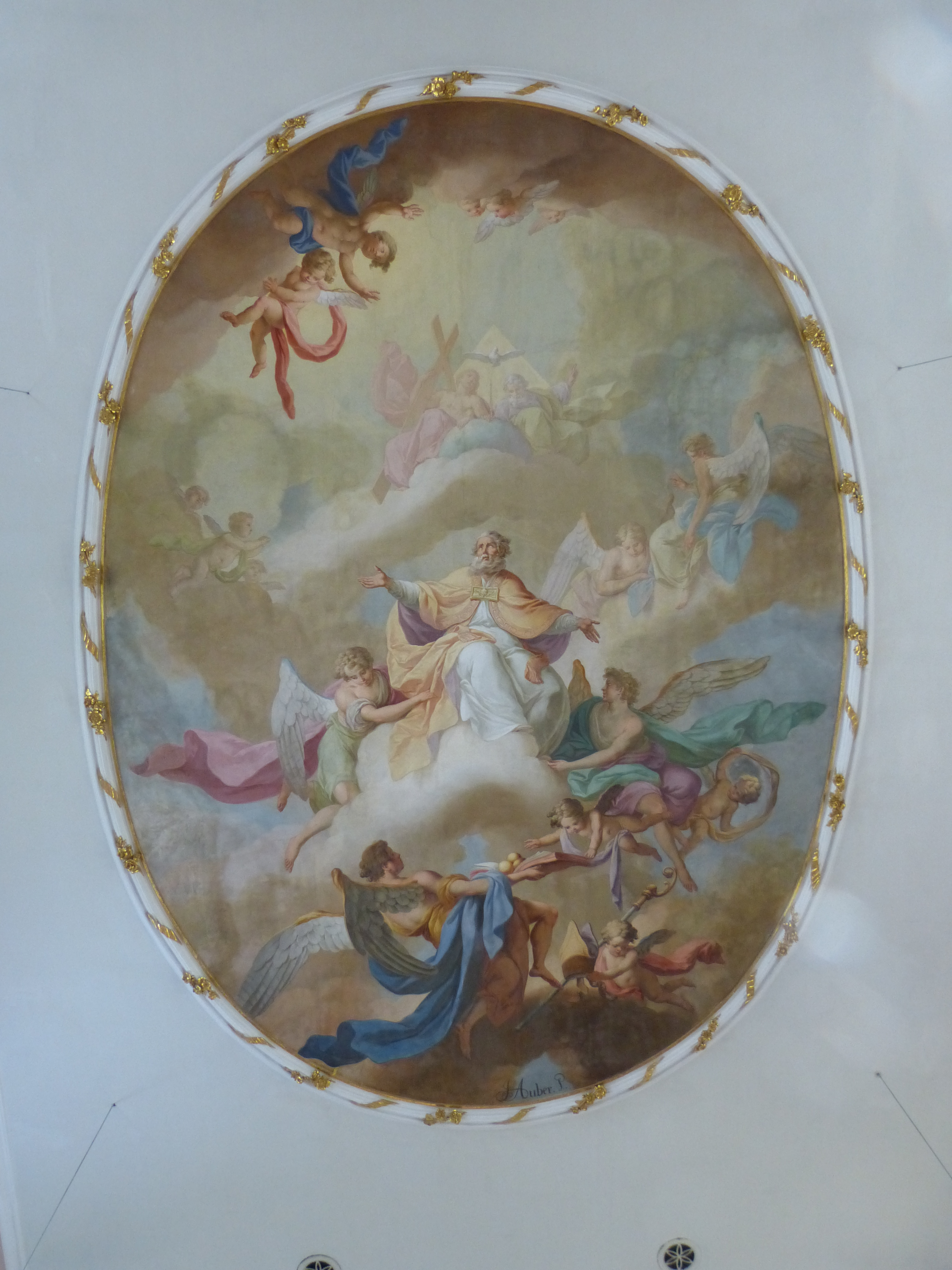
Deckenfresko im Langhaus